# Jurij Apresjan
Jurij Derenikowicz Apresjan (ur. 1930 w Moskwie– zm. 12 maja 2024) – rosyjski językoznawca.
Był profesorem Instytutu Języka Rosyjskiego RAN oraz członkiem Rosyjskiej Akademii Nauk. Główną dziedziną zainteresowań autora była semantyka leksykalna (synonimia, antonimia, polisemia) i leksykografia. Był współautorem koncepcji znanej jako model Sens ↔ Tekst, opracowywanej przez I.A. Melczuka i A.K. Zolkovskiego. Był autorem i współautorem kilku słowników rosyjskich i ang-ros. (głównie słowników synonimów).

## Ważniejsze prace
- 1971, Koncepcje i metody współczesnej lingwistyki strukturalnej
- 1995, Semantyka Leksykalna. Synonimiczne środki języka